# Chickasaw (Alabama)
Pour les articles homonymes, voir Chicacha.
Chicasaw est une ville située dans le comté de Mobile, dans l'État de l'Alabama aux États-Unis.

## Démographie
| 1950  | 1960   | 1970  | 1980  | 1990  | 2000  | 2010  | - |
| ----- | ------ | ----- | ----- | ----- | ----- | ----- | - |
| 4 920 | 10 002 | 8 447 | 7 402 | 6 649 | 6 364 | 6 106 | - |